# Julius Henrik Lange

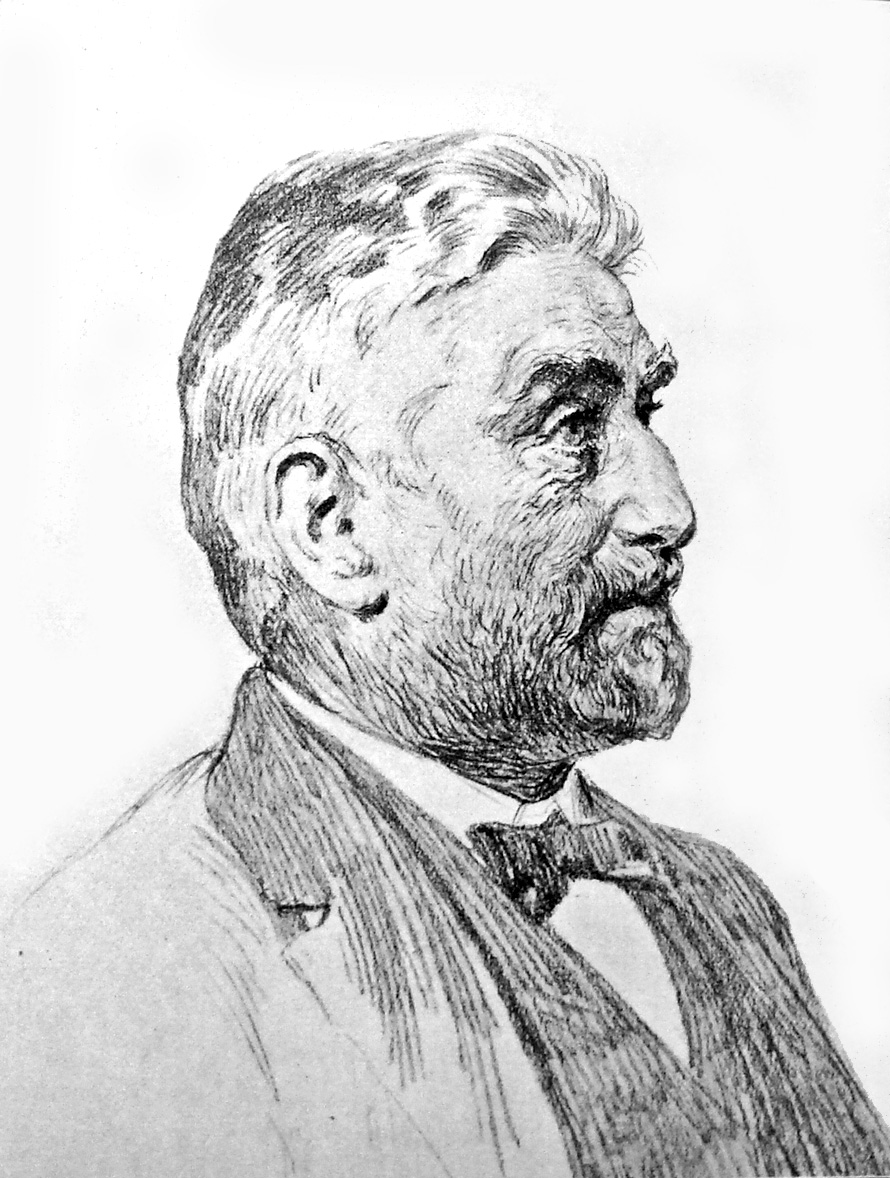
Julius Henrik Lange

Julius Henrik Lange (* 19. Juni 1838 in Vordingborg, Süd-Seeland; † 19. August 1896 in Kopenhagen) war ein dänischer Kunsthistoriker und Ästhetiker. Er bezog 1858 die Universität Kopenhagen, begleitete einige Jahre später einen reichen Herrn auf einer Reise nach Italien und wandte sich dann ausschließlich der Kunstgeschichte zu. Lange wurde 1870 an die Akademie und 1871 an die  Universität in Kopenhagen als Dozent der Kunstgeschichte berufen. 1877 wurde er Mitglied der Königlich Dänischen Akademie der Wissenschaften.
Von seinen der Kunst des Altertums und der neuern Zeit gewidmeten Schriften sind die hervorragendsten: Michelangelo og Marmoret (1871); Om Kunstværdi („Über den Kunstwert“, 1876) und Vor Kunst og Udlandets („Unsre Kunst und die des Auslandes“, 1879), worin er die Ziele der dänischen Kunst feststellte; Det ioniske Kapitäls Oprindelse og Forhistorie (1877); Guder og Mennesker hos Homer („Götter und Menschen bei Homer“, 1881); Sergel og Thorvaldsen (1885); Thorwaldsens Darstellung des Menschen (deutsch von M. Mann, Berlin 1894).
Nach seinem Tod erschienen: Die Darstellung des Menschen in der ältern griechischen Kunst (deutsch von M. Mann, Straßburg 1899); Die menschliche Gestalt in der Geschichte der Kunst von der zweiten Blütezeit der griechischen Kunst bis zum 19. Jahrhundert (deutsch, das. 1903); Briefe (herausgegeben von Köble; deutsch von I. Anders, das. 1903); Udvalgte skrifter (Kopenhagen 1904). Vgl. Brandes, Julius Lange, Breve fra hans ungdom (1898; deutsch von A. Forster, Leipzig 1899).
Sein Bruder war der Arzt Carl Lange (1834–1900).
Quelle: Meyers Konversationslexikon, 6. Auflage, 1906.